# Виборчий округ 161
Виборчий округ 161 — виборчий округ в Сумській області. В сучасному вигляді був утворений 28 квітня 2012 постановою ЦВК №82 (до цього моменту існувала інша система виборчих округів). Окружна виборча комісія цього округу розташовується в Роменському міському будинку культури за адресою м. Ромни, бульв. Шевченка, 6.
До складу округу входять місто Ромни, а також Буринський, Липоводолинський, Недригайлівський, Роменський райони, частина Конотопського району (територія на південь від міста Конотоп). Виборчий округ 161 межує з округом 160 на північному заході, з округом 159 на півночі, з округом 158 на сході, з округом 162 на південному сході, з округом 151 на півдні, з округом 209 на південному заході та з округом 208 на заході. Виборчий округ №161 складається з виборчих дільниць під номерами 590060-590070, 590072-590095, 590172-590175, 590178, 590184, 590187, 590189, 590193-590195, 590199, 590201-590206, 590209, 590211-590212, 590214-590218, 590329-590393, 590395-590397, 590471-590481, 590483-590515, 590517-590532, 590534-590543 та 590827-590851.

## Народні депутати від округу
| Ім'я                      | Фото | Партія               | Скликання | Дата набуття повноважень | Дата припинення повноважень |
| ------------------------- | ---- | -------------------- | --------- | ------------------------ | --------------------------- |
| Шульга Володимир Петрович |      | Батьківщина          | 7-ме      | 12 грудня 2012           | 27 листопада 2014           |
| Лаврик Микола Іванович    |      | Блок Петра Порошенка | 8-ме      | 27 листопада 2014        | 29 серпня 2019              |
| Гузенко Максим Васильович |      | Слуга народу         | 9-те      | 29 серпня 2019           |                             |

## Результати виборів

### Парламентські

#### 2019
Кандидати-мажоритарники:
- Гузенко Максим Васильович (Слуга народу)
- Кобзаренко Анатолій Дмитрович (самовисування)
- Ладуха Віктор Борисович (Батьківщина)
- Кірюхін Дмитро Євгенійович (Сила і честь)
- Бондаренко Валентин Борисович (Голос)
- Шкурат Ігор Петрович (самовисування)
- Свирид Анатолій Олексійович (самовисування)
- Пашко Олександр Сергійович (самовисування)
- Мурич Вікторія Сергіївна (Народний рух України)
- Роздобудько Володимир Васильович (Європейська Солідарність)
- Палун Роман Павлович (Опозиційний блок)
- Степанченко Ігор Олегович (Свобода)
- Самофалов Дмитро Миколайович (Аграрна партія України)
- Коробка Валентина Миколаївна (самовисування)

#### 2014
Кандидати-мажоритарники:
- Лаврик Микола Іванович (Блок Петра Порошенка)
- Бойко Олександр Миколайович (самовисування)
- Кобзаренко Анатолій Дмитрович (самовисування)
- Шульга Володимир Петрович (Народний фронт)
- Леонов Едуард Володимирович (Свобода)
- Гресь Сергій Петрович (Батьківщина)
- Гриценко Микола Семенович (самовисування)
- Талала Сергій Миколайович (Заступ)
- Линник Анатолій Іванович (самовисування)
- Шапошнік Вячеслав Іванович (Радикальна партія)
- Сердюк Юрій Анатолійович (Комуністична партія України)
- Скляров Михайло Миколайович (Сильна Україна)
- Шевченко Василь Кузьмович (самовисування)
- Коломієць Віталій Миколайович (Блок лівих сил України)
- Ващенко Олександр Григорович (самовисування)
- Галенко Ігор Віталійович (Воля)

#### 2012
Кандидати-мажоритарники:
- Шульга Володимир Петрович (Батьківщина)
- Саєнко Олександр Іванович (Партія регіонів)
- Ющенко Петро Андрійович (Наша Україна)
- Позняк Віталій Степанович (Комуністична партія України)
- Коломієць Віталій Миколайович (Соціалістична партія України)
- Непочатов Олександр Миколайович (Україна — Вперед!)
- Ващенко Олександр Григорович (самовисування)
- Андрусенко Микола Андрійович (самовисування)
- Солдатенко Надія Олексіївна (самовисування)
- Хоменко Альберт Анатолійович (самовисування)
- Храпатий Віктор Федорович (Народна партія)
- Моісеєнко Віталій Володимирович (Європейська партія України)

## Явка
Явка виборців на окрузі: